# سد وزنی

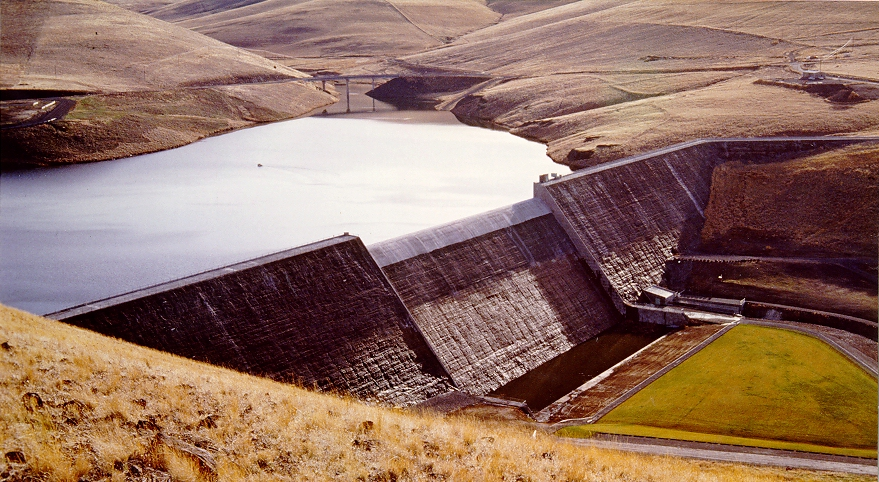
یک سد وزنی بتنی در ایالت اورگن، آمریکا

سد وزنی (به انگلیسی: gravity dam) نوعی سد است که عموماً با استفاده از بتن و سنگ ساخته می‌شود و اساس کار آن در بستن راه آب استفاده از وزن مواد به‌کاررفته است.
سدهای وزنی را با توجه به ارتفاعشان می‌توان به گونه‌های زیر دسته‌بندی کرد:
- کوتاه (با ارتفاع کمتر از ۱۰۰ پا/ فوت)
- متوسط (با ارتفاع بین ۱۰۰ تا ۳۰۰ پا)
- بلند (با ارتفاع بیشتر از ۳۰۰ پا)